# Jean-Claude Martinez
Jean-Claude Martinez (ur. 30 lipca 1945 w Sète) – francuski polityk, wieloletni działacz Frontu Narodowego, od 1989 do 2009 deputowany do Parlamentu Europejskiego.

## Życiorys
Ukończył studia prawnicze, pracował jako dyrektor kursów administracji w Maroku, a także jako wykładowca na wydziale prawa Uniwersytetu Paryż II. Zaangażował się w działalność Frontu Narodowego, był wiceprzewodniczącym tego ugrupowania. Pełnił funkcję radnego Montpellier, radnego regionalnego, zaś w latach 1986–1988 deputowanego do Zgromadzenia Narodowego.
W 1989 po raz pierwszy został objął mandat posła do Parlamentu Europejskiego. Skutecznie ubiegał się o reelekcję w 1994, 1999 i 2004. Był członkiem Grupy Technicznej Prawicy Europejskiej (do 1994), później deputowanym niezrzeszonym (z wyjątkiem okresu od stycznia do listopada 2007, gdy działał w istniejącej wówczas grupie politycznej pod nazwą Tożsamość, Tradycja i Suwerenność). Pracował głównie w Komisji Rolnictwa i Rozwoju Wsi.
W 2008 wszedł w konflikt z władzami FN. W 2009 wraz z grupą liderów Frontu Narodowego (wśród których znaleźli się europosłowie Fernand Le Rachinel i Carl Lang) odszedł z partii, wspierając nowo utworzoną Parti de la France. Bez powodzenia w tym samym roku ubiegał się o reelekcję w wyborach europejskich.

## Wybrane publikacje
- Mohammed VI, le Roi stabilisateur (2015)
- Demain 2021 (współautor), (2004)
- La faucille ou le McDo (2003)
- La piste américaine (2002)
- L'Europe folle  (1996)
- La fraude fiscale (1990)
- L'impôt sur le revenu en question (1989)
- Les cent premiers jours de Jean-Marie Le Pen à l'Elysée (1988)
- Lettre ouverte aux contribuables (1985)